# Witness Lee
Witness Lee (kinesiska: 李常受; pinyin: Lǐ Chángshòu; 1905 – 9 juni 1997) var en kristen predikant och psalmist av kinesisk härkomst från den kristna gruppen som i Taiwan och USA är känd som ortsförsamlingarna (eller ortsförsamlingen). Han är också grundaren till Living Stream Ministry. Lee föddes 1905 i den kinesiska staden Yantai, Shandong, ättling till en Sydstatsbaptistfamilj. Han blev kristen år 1925 efter att ha hört en predikan av evangelisten Peace Wang. Han anslöt sig senare till det kristna arbete som startades av Watchman Nee. Liksom Nee betonade Lee vad han ansåg vara de troendes subjektiva upplevelse och njutning av Kristus som liv för församlingens uppbyggnad, alltså inte som en organisation, utan som Kristi Kropp.   

## Biografi

### De första åren
Witness Lee föddes 1905 i Shandongprovinsen i Kina. Lees farfarsfar var en Sydstatsbaptist som introducerade Lees mor till kristendomen. Lees mamma studerade i en amerikansk Sydstatbaptistisk missionsskola och döptes som tonåring i en Sydstatsbaptistkyrka. Hon sålde sitt arv så att hennes barn kunde få en utbildning både på kinesiska och engelska. Lees far var bonde, han dog år 1923.  
I staden Yantai kom Lee i kontakt med baptistkyrkan som hans mor var med i. Där studerade han först på Sydstatsbaptisternas grundskola och senare på en missionsskola som drevs av amerikanska presbyterianer. Även om Lee deltog i Sydstatsbaptisternas gudstjänster och söndagsskola i sin ungdom blev han aldrig omvänd eller döpt av dem. Efter hans mammas omvändelse började Lees andra syster be för honom och presenterade honom för en kinesisk pastor som uppmuntrade honom att närvara vid sina gudstjänster på söndagsförmiddagarna. Han blev inspirerad av Peace Wangs predikan och överlät sig att tjäna Gud resten av sitt liv i april år 1925 vid 19 års ålder. 
Genom Watchman Nees undervisning började Lee förstå att samfunden inte var skriftenliga. År 1927, när han precis hade valts in i den kinesiska oberoende kyrkans styrelse, tackade han nej till posten och lämnade samfundet. Lee började sedan träffa Benjamin Newtons gren av Plymothbröderna. Han tillbringande sju och ett halvt år hos dem och döptes i havet av en lokal ledare, Mr. Burnett, år 1930. 

### Ett tjänande tillsammans med Watchman Nee
Strax efter Lees omvändelse till kristendomen började han studera olika kristna lärares läror och fann Watchman Nees texter i två tidskrifter: The Morning Star och The Christian. Lee började korrespondera med Nee för vägledning till att bättre förstå Bibeln. Under 1932 besökte Nee Yantai och de två träffades för första gången. Under besöket upplevde Lee att hans relation till Gud och hans förståelse för hur man studerar Bibeln revolutionerades.
Under denna tid började Lee uppleva att Gud kallade honom att säga upp sig från sitt jobb och tjäna som en heltidsförkunnare vilket han också gjorde i augusti år 1933. Strax därefter fick han ett brev av Watchman Nee där det stod: ”Broder Witness, gällande din framtid känner jag att du bör tjäna Herren på heltid. Hur känner du inför det? Må Herren leda dig." Lee upplevde starkt att detta brev bekräftade hans beslut.  Från den tidpunkten och framåt inledde Lee ett nära samarbete med Nee.
År 1934 flyttade Lee med sin familj till Shanghai där han blev chefredaktör för Nees tidning The Christian. Året därpå började han resa kors och tvärs över Kina och predikade för kristna och hjälpte till att etablera ortsförsamlingar. Många församlingar etablerades i Zhejiang-provinsen såväl som i Peking och Tianjin. Han reste också till de nordvästra provinserna Suiyuan, Shanxi och Shaanxi för att evangelisera och uppmuntra kristna innan den japanska invasionen vilken ägde rum år 1937.
När kriget började återvände Lee till Yantai och tog hand om församlingarna i Yantai och Qingdao. I slutet av 1942 bröt en väckelse ut i Yantai, och församlingen möttes oavbrutet i hundra dagar i sträck. Misstänkt för spionage på grund av hans försök med evangelisation genom migration arresterades Lee av den kejserliga japanska armén i maj 1943. Han utsattes för ett månadslångt förhör med piskning och vattentortyr. Hans hälsa försvagades kraftigt i fängelset och det slutade med att han drabbades av tuberkulos. 1944 flyttade han till Qingdao och bodde där i två år. Under den tiden vilade och återhämta han sig efter sin sjukdom.  Slutet av kriget innebar en stor osäkerhet för Nees fortsatta tjänst. År 1949 sände Nee och hans medarbetare Witness Lee till Taiwan för att där fortsätta Nees arbete utan risk för förföljelse från den kinesiska kommunistiska regeringen.   
Watchman Nee och Witness Lee träffades för sista gången i Hong Kong år 1950.   I över en månad samtalade de och hjälptes åt så att en väckelse drog fram i församlingen i Hong Kong. Nee uppmanade Lee att instruera, undervisa och leda de äldste och ordna med gudstjänsterna, samt att köpa mark för att bygga en ny möteslokal. Nee återvände sedan till Kina. 1952 blev han fängslad av den kommunistiska regeringen (KKP), han förblev fängslad till sin död år 1972. På grund av det kom Nee och Lee aldrig mer att ha kontakt med varandra igen.

### Tjänande i Taiwan
När Witness Lee flyttade till Taiwan i maj 1949 och började sitt arbete fanns det ett fåtal troende och församlingar redan där. Under de påföljande fem till sex år ökade antalet kristna under hans ledning från femhundra till över femtio tusen.  Lee anordnade konferenser och utbildningar för församlingarna årligen och påbörjade år 1951 en formell träning för sina medarbetare. Lee började också publicera böcker genom sitt förlag, The Taiwan Gospel Book Room, samt tidskriften The Ministry of the Word som publicerades från 1950 till 1986 i 415 utgåvor. 

### Beger sig västerut
Lees arbete i Västvärlden började med att han fick inbjudningar att anordna konferenser i London, England och Köpenhamn, Danmark år 1958. Under åren 1958 och 1961 besökte han också USA tre gånger. År 1962 flyttade han till Los Angeles och höll sin första konferens där. Budskapen från den konferensen publicerades senare i bokform med titeln Den alltomfattande Kristus. Under de följande åren blev Lee inbjuden att tala hos olika kristna grupper över hela USA.  De budskap han delade under kortare konferenser och längre träningar publicerades i The Stream magazine och publicerades av The Stream Publishers (vilket senare bytte namn till Living Stream Ministry ).
Under hela 1960 och 1970-talet reste Lee flitigt över hela USA, Kanada och Fjärran Östern och även till andra platser. 1974 flyttade han till Anaheim, Kalifornien där han började en bok-för-bok-utläggning av Bibeln som började med Life-study of Genesis. Hela livsstudieserien av Bibeln avslutades i december 1994. Lee skrev också utförliga sammandrag, fotnoter och korsreferenser till hela Nya testamentet. Dessa införlivades så småningom i en ny översättning av Nya Testamentet, [./Https://en.wikipedia.org/wiki/Recovery%20Version Recovery Version], vilken publicerades på engelska under 1985.  En översättning på kinesiska släpptes under 1987, och även på flera andra språk efter att Lee dog.

### "Gudförordnade vägen"
I början av 1980-talet ansåg Witness Lee att tillväxttakten i ortsförsamlingarna var för långsam. Det fick honom att återvände till Taiwan där han identifierade att det fanns ett behov av en övergång från stora möten med en talare till små gruppmöten i hemmen.  I sin tjänst började han hänvisa till denna betoning som den "Gudförordnade vägen". Lee trodde att genom att praktisera den Gudförordnade vägen kunde församlingarna räddas från att föråldras och från att förfalla, och att de därmed förs tillbaka till den bibliska mönsterbilden.  Den Gudförordnade vägen består av fyra huvudsteg: 

### Tjänandet i slutskedet
I februari 1994 började Lee dela budskap inom ramen av ett ämnen som han benämnde "den gudomliga uppenbarelsens högsta topp". Fokus för hans budskap blev "Guds ekonomi är att göra de troende till Gud i liv och natur men inte i gudomen". Han talade även om flertal andra ämnen som exempel: det Nya Jerusalem, Guds fulla frälsning med dess juridiska och organiska aspekt, Kristi fulla tjänst i hans tre gudomliga och mystiska stadier och inlemmandet av de troende i den fulländade treenige Guden. Han började också en serie bibelutläggningar som kallades för "Kristallisationsstudier". Han uppmuntrade fortsatt utövande av den "Gudförordnade vägen". 
Witness Lee höll sin sista konferens i februari år 1997. Tre månader senare lades han in på sjukhus på grund av komplikationer som prostatacancer orsakade. Han dog den 9 juni år 1997. 

## Witness Lees syn på kristenheten
Witness Lee var kritisk till kristenheten som system samtidigt som han betonade att man behöver godta alla troende baserat på den gemensamma tron (Tit 1:4, Judas 3).
Witness Lee lärde att vissa seder i kristenheten var obibliska, såsom användandet av samfundsnamn och präst- och lekman systemet. Inte desto mindre betonade han behovet av enhet bland alla kristna. 